# Jorge Sikora
Jorge Jack Antoni Sikora (Bradford, Inglaterra; 29 de marzo de 2002) es un futbolista. Juega como defensa y su equipo actual es el Guiseley A.F.C.. Nacido en Inglaterra, ha sido convocado en las categorías inferiores de la Selección de fútbol de Polonia.

## Trayectoria
Tras jugar con el equipo juvenil del Bradord City, al cual llegó con 13 años, hizo su debut profesional para el Bradford City el 24 de septiembre de 2019, en la EFL Trophy. Fue cedido al F. C. United of Manchester en diciembre de 2019, antes de volver a Braford en enero de 2020. Se convirtió en jugador profesional en julio de 2020, tras firmar su primer contrato de un año.
El 12 de mayo de 2021, fue uno de los cuatro jugadores que recibieron un nuevo contrato por el Bradord City. Firmó un nuevo contrato de un año el 14 de junio de 2021.

## Carrera Internacional
En diciembre de 2018, Sikora fue convovado por la selección polaca para jugar para ellos.

## Estadísticas
| Club                               | Temporada    | Liga           | Liga | Liga  | FA Cup | FA Cup | EFL Cup | EFL Cup | Otro | Otro  | Total | Total |
| Club                               | Temporada    | División       | PJ   | Goles | PJ     | Goles  | PJ      | Goles   | PJ   | Goles | PJ    | Goles |
| ---------------------------------- | ------------ | -------------- | ---- | ----- | ------ | ------ | ------- | ------- | ---- | ----- | ----- | ----- |
| Bradford City                      | 2019–20      | League Two     | 0    | 0     | 0      | 0      | 0       | 0       | 1    | 0     | 1     | 0     |
| Bradford City                      | 2020–21      | League Two     | 1    | 0     | 0      | 0      | 0       | 0       | 3    | 0     | 4     | 0     |
| Bradford City                      | Total        | Total          | 1    | 0     | 0      | 0      | 0       | 0       | 4    | 0     | 5     | 0     |
| F.C. United of Manchester (cesión) | 2019–20      | Premier League | 1    | 0     | 0      | 0      | 0       | 0       | 0    | 0     | 1     | 0     |
| Career total                       | Career total | Career total   | 2    | 0     | 0      | 0      | 0       | 0       | 4    | 0     | 6     | 0     |

1. 